# Nital

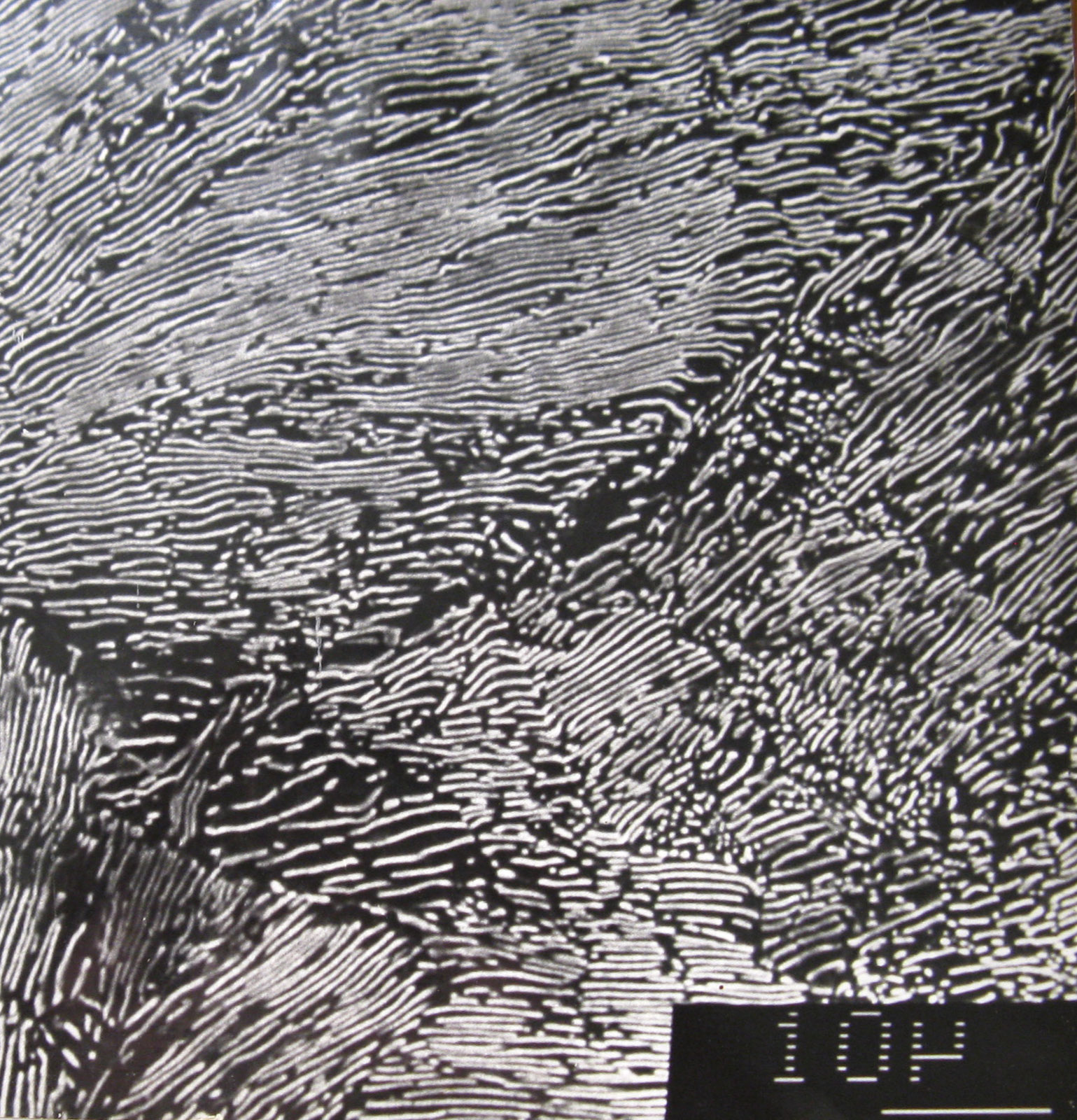
Micrographie MEB de perlite lamellaire dans un acier eutectoïde (0,8 % de carbone) après recuit. Attaque au nital.

Le nital est une solution d'acide nitrique et d'alcool couramment utilisée pour l'attaque chimique des métaux ferreux. Il est particulièrement adapté pour révéler la microstructure des aciers au carbone. L'alcool peut être du méthanol, de l'éthanol ou des spiritueux méthylés.
Les mélanges d'éthanol et d'acide nitrique sont potentiellement explosifs. Cela se produit généralement par dégagement de gaz, bien que du nitrate d'éthyle puisse également se former. Le méthanol n'est pas susceptible d'explosion mais est toxique. 
Une solution d'éthanol et d'acide nitrique devient explosive si la concentration d'acide nitrique dépasse 10 % (en masse). Les solutions supérieures à 5 % ne doivent pas être stockées dans des conteneurs fermés car l'acide nitrique continue à agir comme un oxydant dans des conditions diluées et froides.

## Culture populaire
Le shōnen manga Dr. Stone de Riichirō Inagaki et dessiné par Boichi fait référence au nital dès le début de l'histoire. Il y fait figure de formule miracle capable d'inverser le mystérieux processus de pétrification subi par l'humanité, et ainsi de rendre aux personnes leur apparence normale et leur liberté de mouvement. Il est surnommé « formule de résurrection ».